# Andreas Augustsson
Pour les articles homonymes, voir Augustsson.
Andreas Augustsson est un footballeur suédois, né le 26 novembre 1976. Il évolue principalement comme défenseur central.

## Biographie

### Jeunes années et Twente
Passé par les équipes de jeunes de Malmö FF et Helsingborgs IF, Augustsson est repéré par les Néerlandais de Twente chez qui il signe son premier contrat professionnel en juillet 1995. Il fait sa première apparition sous le maillot blanc et rouge le 29 septembre 1995 sur le terrain de Willem II en remplaçant Daniël Nijhof à la 42e minute (7e journée, défaite 5-2). Toutefois, le Suédois peine à obtenir du temps de jeu aux Pays-Bas. En conséquence, il s'engage pour le club norvégien de Raufoss IL en 1998.

### Norvège: Raufoss, Vålenrenga, Sandefjord
Bien que n'évoluant pas en Tippeligaen, Augustsson s'y fait remarquer et signe en 2000 dans l'un des clubs d'Oslo, Vålerenga IF. Malheureusement, il est relégué en 2e division dès sa première saison avec VIF. Il reste au club où il est le plus souvent remplaçant. À la fin de son contrat, alors que Vålerenga vient de retrouver la Tippeligaen, il choisit de redescendre en 2e division et s'engage avec Sandefjord.

### Retour en Suède: Elfsborg
Après avoir plusieurs fois manqué la montée en Tippeligaen, il choisit de quitter le club pour rejoindre la Suède et l'IF Elfsborg. Choix payant, puisqu'il intègre tout de suite le onze de départ du club de Borås et remporte le titre de champion de Suède dès sa première saison au club. Véritable patron de la défense, il est considéré comme l'un des principaux facteurs ayant permis au club de conquérir ce titre de champion, le premier en presque 40 ans ! Au début de la saison suivante, il remporte la Supercoupe de Suède mais Elfsborg ne parvient pas à conserver son titre qui file chez le voisin de l'IFK Göteborg. Lors de la saison 2008, Augustsson et Elfsborg échoue dans la course au titre à un point de Kalmar FF en dépit d'une saison remarquable (le club termine avec la meilleure défense du championnat avec seulement 18 buts encaissés) la faute, notamment, à une lourde défaite (5-2) lors de la 27e journée sur le terrain de l'IFK Göteborg.

### Danemark: AC Horsens
À la fin de la saison, Augustsson annonce qu'il quitte Elfsborg, à 32 ans, pour relever un dernier défi à l'étranger. Le 10 décembre 2008, il s'engage jusqu'à l'été 2011 en faveur du club danois de l'AC Horsens. À peine arrivé, il est désigné capitaine pour son nouvel entraîneur, Henrik Jensen. Il fait ses débuts le 1er mars 2009, lors de la 18e journée face à AaB Aalborg, le tenant du titre (défaite 1-0 à domicile). Toutefois son arrivée coïncide avec un mieux dans les résultats du club. Horsens, qui n'avait pris que 11pts en 17 matchs en prend 14 sur les 8 matchs qui suivent l'arrivée d'Augustsson au club et entrevoit le maintien en SAS Ligaen. Toutefois, les derniers matchs du championnat seront d'une toute autre facture et le club ne prendra sur cette période que deux petits points. Le club n'échappe donc pas à la relégation. Augustsson et son club rebondiront toutefois bien, puisqu'au cours de la saison 2009-2010, Horsens décrochera le titre de champion de 1. division et retrouvera l'élite danoise.

### Retour à Elfsborg
Le 19 janvier 2011, alors que son club est 6e du classement général, Augustsson choisit de mettre fin à son aventure danoise et de rentrer en Suède. Il retourne à Borås, où il signe un contrat avec Elfsborg, où, avoue-t-il, il avait envisagé de s'installer une fois sa carrière terminée. En novembre 2012, son contrat n'est pas renouvelé.

## Palmarès
- 1. Division danoise: 1 (2009-10)
- Championnat de Suède: 2 (2006, 2012)
- Supercoupe de Suède: 1 (2007)